# Scoloplos ohlini
Scoloplos ohlini är en ringmaskart som först beskrevs av Ehlers 1901.  Scoloplos ohlini ingår i släktet Scoloplos och familjen Orbiniidae.
Artens utbredningsområde är havet kring Nya Zeeland. Inga underarter finns listade i Catalogue of Life.